# Serra (Camp de Túria)
Serra, també conegut com a Serra de Portaceli, és un municipi del País Valencià situat a la comarca del Camp de Túria.

## Geografia
Situat en el vessant meridional de la Serra Calderona el poble compta amb carrers tortuosos i escarpats. El relleu es mostra molt accidentat en tota la seua meitat septentrional, domini de la Serra Calderona (o de Portaceli), caracteritzada pel gran nombre de falles alineades bé en la mateixa direcció ibèrica de l'anticlinal o bé en sentit transversal. Destaquen els pics de Els Rebalsadors i l'Alt del Pi, i la vall de Lullén o de Portaceli. En l'extrem nord-oest, limitant amb Gàtova i Sogorb es passa dels 800 m., mentre que en l'extrem oposat, a l'altura del barranc de Portaceli, no se superen els 190 m.
Els Rebalsadors és una muntanya de 798 metres s.n.m. situada a la part central de la Serra Calderona. És una muntanya molt popular i visitada, dins del Parc Natural de la Serra Calderona junt al Garbí (595 m) o la Mola de Segart (566 m), amb alta intensitat de ciclistes de muntanya i senderismes, hi és molt a prop el sender de gran recorregut GR-10. A la part superior de la muntanya hi ha una gran plana, el Pla de Rebalsadors, on hi ha el vèrtex geodèsic i el mirador de Rebalsadors o Mirador de Mireia amb molt bones vistes de l'àrea metropolitana de València, el golf de València fins al Montgó, l'albufera, la serralada de El Toro, l'Horta Nord i l'Horta Sud, el Camp de Túria, les muntanyes dels Serrans i la Calderona.
El terme municipal limita amb els de Gàtova, Olocau, la Pobla de Vallbona, Bétera i Nàquera (a la mateixa comarca), Torres Torres, Estivella i Segart (al Camp de Morvedre) i Sogorb (a l'Alt Palància). Dins el terme hi ha tres nuclis de població: Serra, Portaceli i Torre de Portaceli.
El clima és de tipus mediterrani, amb mitjanes tèrmiques que oscil·len entre els 450 mm³ i els 500 mm³ de pluja anual, amb dues màximes en els mesos de maig i octubre. En la forest creix una vegetació de pins i romanís.

## Història

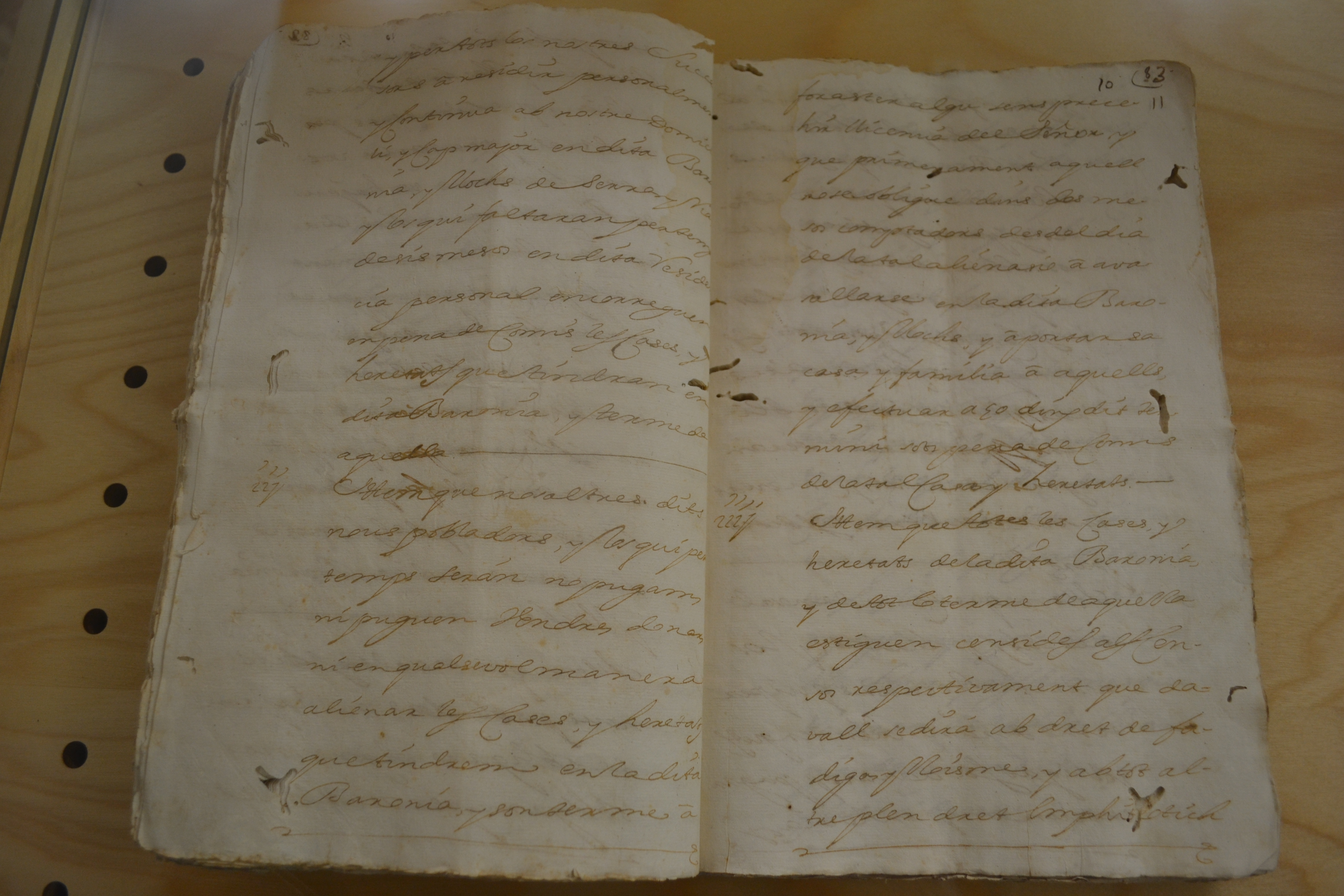
Carta pobla de Serra i Ria (1609).

Hi ha jaciments eneolítics (Puntal del Sapo, La Torreta i Torre Umbria); del Bronze (Salt del Riu) i ibers (Les Eretes del Riu i la Cova Soterranya); té el seu origen en un castell musulmà que abastà força importància com ho demostra que en 1084 va servir d'alberg al capità del Cid (1043-1099), Alvar Fànyes i al rei moro Yahia, pretendent al tron de València; també en la Historia Roderici es fa referència al lloc com plaça conquistada pel mercenari castellà al mateix temps que Olocau; Jaume I (1208-1276) va conquistar-lo, i va cedir les terres, el 1238, a Berenguer Burguet i d'altres cavallers; com a cap de la baronia homònima el castell i el lloc van pertànyer als Boïl, senyors de Nàquera, als marquesos de Cerdanyola i últimament als ducs de Montellano; lloc de moriscs (80 focs el 1609, juntament amb Ria) de la fillola de Sogorb, rere la seua expulsió va veure reduir la seua població a una quarta part; la població es va duplicar durant el segle xix.
Després de la guerra civil espanyola es va establir un camp de concentració entre 1939 i 1942.

## Demografia
| 1990  | 1992  | 1994  | 1996  | 1998  | 2000  | 2002  | 2004  | 2005  | 2007  | 2012  | 2019  |
| ----- | ----- | ----- | ----- | ----- | ----- | ----- | ----- | ----- | ----- | ----- | ----- |
| 1.408 | 1.467 | 1.634 | 1.794 | 1.712 | 1.915 | 2.012 | 2.335 | 2.478 | 2.838 | 3.356 | 3.124 |

## Política i Govern

### Composició de la Corporació Municipal
El Ple de l'ajuntament està format per 11 regidors. En les eleccions municipals de 26 de maig de 2019 foren elegits 5 regidors del Partit Socialista del País Valencià (PSPV-PSOE), 3 d'Unides per Serra (EUPV-Podem), 2 del Partit Popular (PP) i 1 de Ciutadans (Cs).
| Eleccions municipals de 26 de maig de 2019 - Serra                                                                                     |                                          |                                     |                                     |        |          |          |
| Candidatura | Candidatura                              | Candidatura                         | Cap de llista                       | Vots   | Vots     | Regidors |
| | Partit Socialista del País Valencià-PSOE |                                     | Alicia Tusón Sánchez                | 741    | 41,35%   | 5 ()     |
| | Unides per Serra                         |                                     | Carlos Montalbán Gómez              | 407    | 22,71%   | 3 (+1)   |
| | Partit Popular                           |                                     | Patricia Amador Romero              | 285    | 15,90%   | 2 ()     |
| | Ciutadans - Partit de la Ciutadania      |                                     | José Enrique Martínez Lloris        | 208    | 11,61%   | 1 ()     |
| | Altres candidatures                      |                                     |                                     | 126    | 7,03%    | 0 ( -1)  |
| | Vots en blanc                            |                                     |                                     | 25     | 1,40%    |          |
| Total vots vàlids i regidors | Total vots vàlids i regidors             | Total vots vàlids i regidors        | Total vots vàlids i regidors        | 1.792  | 100 %    | 11       |
| | Vots nuls                                | Vots nuls                           | Vots nuls                           | 38     | 2,08%    |          |
| Participació (vots vàlids més nuls) | Participació (vots vàlids més nuls)      | Participació (vots vàlids més nuls) | Participació (vots vàlids més nuls) | 1.830  | 74,60%** |          |
| Abstenció | Abstenció                                | Abstenció                           | Abstenció                           | 623*   | 25,40%** |          |
| Total cens electoral | Total cens electoral                     | Total cens electoral                | Total cens electoral                | 2.453* | 100 %**  |          |
| Alcaldessa: Alicia Tusón Sánchez (PSPV) (15/06/2019) Per majoria absoluta dels vots dels regidors (8 vots: 5 de PSPV i 3 d'EUPV-Podem) |                                          |                                     |                                     |        |          |          |
| Fonts: JEC, JEZ Sagunt, M. Interior, Periòdic Ara. (* No són vots sinó electors. ** Percentatge respecte del cens electoral.)          |                                          |                                     |                                     |        |          |          |

### Alcaldes
Des de 2017 l'alcaldessa de Serra és Alicia Tusón Sánchez (PSPV).
| Període                       | Alcalde o alcaldessa                     | Partit polític | Data de possessió     | Observacions                    |
| ----------------------------- | ---------------------------------------- | -------------- | --------------------- | ------------------------------- |
| 1979–1983                     | Sitxo Català Martínez                    | Independent    | 19/04/1979            | --                              |
| 1983–1987                     | Juan Navarro Navarro                     | AP-PDP-UL-UV   | 28/05/1983            | --                              |
| 1987–1991                     | Francisco Ros Cabo                       | PSPV-PSOE      | 30/06/1987            | --                              |
| 1991–1995                     | Francisco Ros Cabo                       | PSPV-PSOE      | 15/06/1991            | --                              |
| 1995–1999                     | Vicente Jose Ros Cabo Francisco Ros Cabo | PP PSPV-PSOE   | 17/6/1995 31/1/1998   | Moció de censura PSPV+UV-CCV -- |
| 1999–2003                     | Javier Navarro Navarro                   | PP             | 03/07/1999            | --                              |
| 2003–2007                     | Javier Arnal Gimeno                      | PSPV-PSOE      | 14/06/2003            | --                              |
| 2007–2011                     | Javier Arnal Gimeno                      | PSPV-PSOE      | 16/06/2007            | --                              |
| 2011–2015                     | Javier Arnal Gimeno                      | PSPV-PSOE      | 11/06/2011            | --                              |
| 2015–2019                     | Javier Arnal Gimeno Alicia Tusón Sánchez | PSPV-PSOE      | 13/06/2015 18/07/2017 | dimissió/renúncia --            |
| 2019-2023                     | Alicia Tusón Sánchez                     | PSPV-PSOE      | 15/06/2019            | --                              |
| Des de 2023                   | n/d                                      | n/d            | 17/06/2023            | --                              |
| Fonts: Generalitat Valenciana |                                          |                |                       |                                 |

## Economia
A falta de cap activitat industrial l'economia es basa en l'agricultura de secà, una mica de ramat llaner i els beneficis que es deriven de ser un lloc d'estiueig molt proper a Sagunt i a València.

## Monuments
- Cartoixa de Portaceli. Fundada el 5 de setembre de 1272 pel bisbe Albalat en terres de la vall de Lullén; era la tercera de l'orde de Sant Bru que es fundava a la península i amb el temps una de les més importants, car per ella passaren reis, papes, cardenals, militars; Bonifaci Ferrer (1350-1417) va ser prior de la cartoixa i arribà a superior de l'orde; el 1835 amb la desamortització de Mendizàbal (1790-1853), fou exclaustrada i subhastada. Després de ser destinada a diferents usos, la Diputació Provincial va comprar-la el 1943 i tornaren a ocupar-la els cartoixans. L'església és d'estil neoclàssic, per bé que el seu origen fou gòtic. El conjunt arquitectònic conté, a més quatre claustres; un aqüeducte (avui en desús) que portava aigua de la Font de la Mina.

- Església parroquial de la Mare de Déu dels Àngels. D'estil neoclàssic del Segle XVIII, de 1705.[11][12]
- Església de Sant Josep.
- Castell de Serra. Actualment en ruïnes malgrat la qual cosa els pocs elements que hi sobreviuen deixen palesa la seua importància.
- Torre de la Casa Palau. Molt deteriorada i modificada per les successives intervencions.
- Torre de l'Ermita, o del Calvari. Torre guaita d'origen àrab. Conserva part del cos central però el seu estat és de ruïna.
- Torre de Satarenya, o de Nàquera. Actualment en estat de ruïna tal que passa desapercebuda oculta per la vegetació.
- Torre de Ria. Igualment molt deteriorada i gairebé desapareguda per la vegetació. Per l'any 2002 fou objecte mobilitzacions dels veïns per l'acció urbanística que s'hi va desenvolupar al seu entorn.
- Sanatori del Dr. Moliner. Emplaçat molt a prop de la cartoixa pel seu ideal clima per a la curació de la tuberculosi i que actualment alberga també malalts de la sida.

## Llocs d'interés
- Serra Calderona. Parc Natural amb diverses fonts entre les quals es troben: la de l'Ombria, del Berro, de la Gota i del Llentiscle, etc. També destaquen impressionants pics que ens servixen d'excel·lent mirador, com el del Garbí, Rebalsadors, l'Oronet, etc.
- Tancat de Portaceli. Microrresrva de flora.
- Penyes Altes. Microrresrva de flora.
- Barranc del Saragatillo. Microrresrva de flora.
- Castell de Serra. Microrresrva de flora.

## Festes i celebracions
- Sant Blai. El 3 de febrer, se celebra una missa i a l'acabar s'obsequia a tots els assistents amb els panets típics de Sant Blai, elaborats de forma artesanal pels forners de la població, en estos dies també té lloc una processó en honor del sant i una cavalcada especialment pensada per als xiquets.
- Dia de la Cirera. L'últim cap de setmana de maig o primer de juny té lloc esta festa en què els visitants poden degustar esta fruita. De forma paral·lela, s'instal·la una fira gastronòmica amb productes típics de la comarca (orelletes, embotits...). És una de les cites més destacades de la comarca a la qual acudixen, any a any, centenars de visitants. A més durant este cap de setmana té lloc una Fira Medieval i La Fira de la Calderona (on els diferents municipis de la Serra munten els seus estands) i els Tallers d'Oficis Tradicionals, on les diferents associacions de la població ens mostren els oficis del picapedrer, dels aiguaders, etc.
- Festes patronals. La primera quinzena d'agost, en honor de Sant Josep i a la Mare de Déu dels Àngels se celebren misses, processons i ofrenes en honor dels patrons a més de varietats, discomòbils, cercaviles, "mascletaes", castells, moros i cristians, etc.